# Dionigio Borsari
Dionigio Borsari (Modena, 8 ottobre 1924 – ...) è stato un calciatore italiano, di ruolo attaccante.

## Caratteristiche tecniche
Poteva giocare sia come mezzala, sia come centravanti.

## Carriera
Debutta come professionista nelle file del Siena, con cui esordisce in Serie B il 23 marzo 1941, nella vittoria interna sull'Anconitana. Rimane la sua unica presenza con i toscani, che a fine stagione lo pongono in lista di trasferimento. Dopo una stagione nel Baratta, fa ritorno nel Modenese, ingaggiato dal Carpi, con cui partecipa al campionato di Serie C 1942-1943 e al successivo Campionato Alta Italia 1944. Nel corso del torneo bellico scende in campo in 4 occasioni, realizzando una rete.
Terminata la guerra, viene ingaggiato dal Mantova, con cui realizza 3 reti nel campionato di Serie B-C Alta Italia 1945-1946, e quindi milita nel Badia Polesine, in Serie C. Nell'agosto 1947 viene acquistato dal Padova, in cambio di tre milioni e del cartellino di due giocatori: anche in questo caso disputa una sola partita di campionato, concluso con la promozione dei biancoscudati in Serie A. Riconfermato tra le riserve, nel gennaio 1949 passa al Piacenza, in Serie C: impiegato da titolare, contribuisce con 22 presenze e 5 reti alla salvezza degli emiliani.
Tornato a Padova per fine prestito, viene ceduto al Lecce e prosegue la carriera con un biennio nell'Empoli, tra il 1950 e il 1952, di nuovo in Serie C. Nella prima stagione realizza 10 reti (record personale), mentre nella seconda perde il posto da titolare, e al termine del campionato lascia i toscani. Chiude la carriera con una stagione nell'Ascoli, nella quale viene messo fuori rosa per motivi disciplinari, e una nel Frosinone, entrambe in IV Serie.

## Palmarès
Campionato italiano di Serie B: 1 
Padova: 1947-1948